# Bataille de Karpénissi

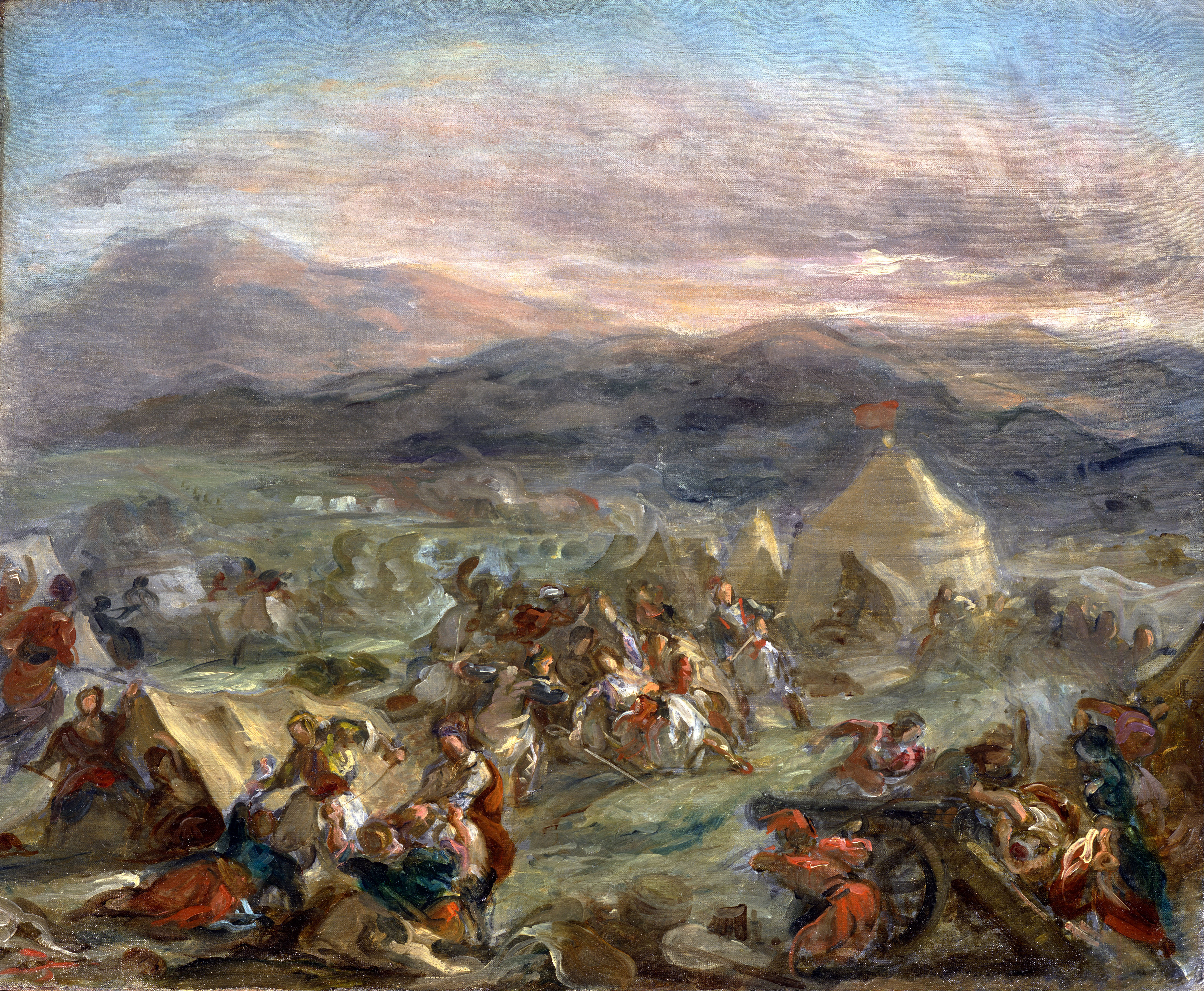
Delacroix, Botzaris surprend le camp des Turcs au lever du soleil (esquisse)

La bataille de Karpénissi (nuit du 20 au 21 août 1823) est un coup de main au cours duquel une troupe de 350 Souliotes, commandés par Markos Botzaris, attaqua par surprise, près de Karpenísi, le camp de l'avant-garde d'une armée ottomane en route vers Missolonghi. 
L'opération fut un succès mitigé pour les Grecs : il causèrent de lourdes pertes à leur ennemi et remportèrent un gros butin, mais ils perdirent l'un des chefs les plus charismatiques de la guerre d'indépendance. Sur le plan stratégique, elle ne permit pas d'arrêter l'avancée des Ottomans mais elle acquit une forte dimension symbolique, la mort de Botzaris étant souvent comparée à celle de Léonidas aux Thermopyles.

## Contexte

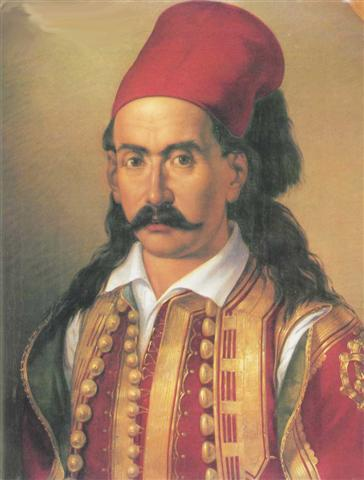
Portrait de Márkos Bótzaris.

Après l'échec du premier siège de Missolonghi en janvier 1823, les Ottomans avaient reflué au nord du golfe Ambracique ; il n'avaient pas pu mener d'offensive au printemps en Grèce occidentale, à cause de dissensions entre leurs généraux. 
Cependant il purent se ressaisir en été et deux armées composées d'Albanais se dirigèrent vers Missolonghi : l'une commandée par Omer Vrioni partit d'Arta, la seconde commandée par le pacha semi-indépendant de Scodra, Moustai (en), emprunta une trajet plus à l'est, partant de Trikkala et suivant la vallée de l'Achéloos, à la fois afin d'éviter le passage périlleux du Macrynoros et de soumettre au passage les régions insurgées de la chaine du Pinde. Après avoir chassé les armatoles des régions des Agrapha et de la vallée de l'Aspropotamos, Moustai pacha se dirigea vers le sud.

## Déroulement
L'avant-garde ottomane forte d'environ 4 500 hommes (des Mirdites catholiques), commandée par le neveu de Moustai, Djelaleddin bey, avait établi son campement au sud de Karpénissi.
Parti le 11 août de Missolonghi avec sa troupe de Souliotes, Botzaris rencontra à Souvalakos Georges Karaïskakis et ses soldats qui fuyaient les Agrapha, puis d'autres capitaines des environs qu'ils encouragèrent à résister : leurs forces ainsi réunies comptaient environ 1 200 hommes qui prirent position à  (el), un village à deux heures de marche du camp ottoman.
Le 20 août, Botzaris réunit un conseil de guerre et convainquit les autres capitaines de la nécessité de tenter une attaque-surprise contre le camp ottoman le soir même. Trois colonnes devaient attaquer simultanément 5 heures après le coucher du soleil : le centre était constitué de la troupe de Botzaris, une aile rassemblait les troupes des  Tzavellas, de Georges Kitsos et des capitaines de Karpenissi, une seconde aile les armatoles des Agrafa et de Souvalakos, sous le commandement d'un Souliote.
Comme souvent au cours de la guerre, le plan prévu ne fut pas exécuté et seule une faible partie des troupes des ailes passa réellement à l'action et soutint le corps de Botzaris, ce qui empêcha de transformer le succès initial en une victoire écrasante.
Markos Botzaris fut tué au cours du combat ; ses hommes ramenèrent son corps ainsi qu'un riche butin.

## Bilan
Les Ottomans auraient perdu 800 hommes selon le bulletin officiel des autorités grecques, dont les chiffres paraissent généralement exagérés à l'historien philhellène Gordon qui indique que ce nombre a été progressivement augmenté à 1200 par la rumeur populaire, voire plus selon certains auteurs d'histoires de la révolution grecque férus d'exagération comme Pouqueville (1 500  à   1 900 morts selon le décompte) et Alexandre Soutzos (el) (2 000 morts).
Malgré son succès, cette action d'éclat ne permit pas d'arrêter l'avancée des Ottomans qui reprirent leur marche vers Missolonghi, battant les Grecs le 7 septembre à Kalliakouda ; le siège d'Anatoliko d'octobre à décembre fut cependant finalement un échec.

## Postérité
La mort de Botzaris a donné le sujet de nombreux poèmes, pièces de théâtre et tableaux, insistant souvent sur le parallélisme avec celle de Léonidas.
Un monument fut élevé sur les lieux des combats en 1896.